# 1887
Промислова революція •  Колоніальні імперії •  Національно-визвольні рухи • Робітничий рух

## Геополітична ситуація
У Росії царює імператор Олександр III (до 1894). Російській імперії належить більша частина України, значна частина Польщі, Бессарабія, Закавказзя, Фінляндія, Бухарське ханство, Хівинське ханство. Україну розділено між двома державами — Королівство Галичини та Володимирії належить Австро-Угорщині, Правобережжя, Лівобережжя та Крим — Російській імперії.
В Османській імперії править султан Абдул-Гамід II (до 1909). Під владою османів перебувають Близький Схід, Середземноморське узбережжя Північної Африки частина Балкан, автономна Болгарія.
В Австро-Угорщині править Франц-Йосиф I (до 1916). Імперія охоплює, крім австрійських та угорських земель, Хорватію, Трансильванію, Богемію. Німецьку імперію очолює Вільгельм I (до 1888). Німецька імперія має колонії в Африці.
У Франції при владі Третя французька республіка. Франція має колонії в Алжирі, Карибському басейні, Південній Америці в Індокитаї. Королівство Іспанія формально очолює неповнолітній Альфонс XIII (до 1931). Іспанії належать частина островів Карибського басейну, Філіппіни. У Португалії править Луїш I (до 1889). Португалія має володіння в Африці, Індії, Індійському океані й Індонезії.
У Великій Британії триває Вікторіанська епоха — править королева Вікторія (до 1901). Британська імперія має колонії в Північній Америці, на Карибах, в Африці та в Індостані. Королівство Нідерланди очолює Віллем III (до 1890). Король Данії та Норвегії — Кристіан IX (до 1906), Оскар II сидить на шведському троні (до 1907), на троні Королівства Італія  — Умберто I (до 1900).
Бразильську імперію очолює Педру II (до 1889). Гровер Клівленд обіймає посаду президента США. Територію на півночі північноамериканського континенту займає Канадська конфедерація (домініон Великої Британії), територія на півдні континенту належить Мексиці.
В Ірані при владі Каджари. Владу над Індостаном та Бірмою утримує Британська корона, над В'єтнамом, Лаосом і Камбоджею — Франція. У Сіамі править династія Чакрі. У Китаї володарює Династія Цін. В Японії триває період Мейдзі.

## Події

### В Україні
- У Києві створено Синдикат цукрозаводчиків.
- У Чернівцях сформовано товариство Руська Школа.
- У Сімферополі організовано Таврійську вчену архівну комісію.

### У світі
- 4 квітня в Лондоні розпочалася Перша Колоніальна конференція
- 18 червня Німеччина та Росія підписали Договір перестраховки.
- 1 жовтня Велика Британія захопила Белуджистан.
- Тайвань став китайською провінцією.

### У суспільному житті
- 26 липня Людвік Заменгоф опублікував книгу «Международный языкъ», яка знаменувала народження есперанто.
- Засновано
  - Університет штату Північна Кароліна.
  - Католицький університет Америки.
  - Компанію Yamaha у Японії.
  - Хімічну та косметичну компанію Kao в Японії.
  - Будівельну компанію Skanska у Швеції.
  - Національний інститут охорони здоров'я США.
  - Герметичний орден Золотої Зорі.
- Закладено наріжний камінь Стенфордського університету.
- Сюзанна Солтер стала першою жінкою-мером у США.
- Еміль Берлінер отримав патент на грамофон.

### У науці
- Результати дослідів Майкельсона поставили під сумнів існування ефіру.
- С. М. Виноградський відкрив хемосинтез.
- Юліус Ріхард Петрі винайшов чашку Петрі.
- Лазер Еделяну синтезував амфетамін.
- Генріх Герц відкрив фотоелектричний ефект.

### У мистецтві
- Оскар Вайлд опублікував в журналі The Court and Society Review своє перше оповідання «Кентервільський привид».
- Артур Конан Дойл видав «Етюд у багряних тонах» — перший твір про Шерлока Холмса.
- Відбулася прем'єра опери Джузеппе Верді «Отелло».
- Вінсент ван Гог почав серію натюрмортів «Соняшники».
- Завершилося будівництво вокзалу королеви Вікторії в Бомбеї.

### У спорті
- У США винайдено гру, яка згодом отримала назву софтбол.
- Річард Сірс завершив кар'єру тенісиста після сьомої поспіль перемоги в чемпіонаті США, що досі залишається рекордом.
- 15-річна Лотті Дод стала наймолодшою чемпіонкою Вімблдону.

## Народились
Дивись також Категорія:Народились 1887
- 1 січня — Вільгельм Канаріс, генерал, керівник німецької військової розвідки періоду Другої світової війни
- 28 січня — Артур Рубінштейн, видатний американський піаніст польського походження
- 7 лютого — Андрій Шкуро, нащадок запорозьких козаків, генерал-поручик Кубанського війська. Загинув 16 лютого 1947 р. у Москві.
- 9 лютого — Чапаєв Василь Іванович, командир більшовицьких військ у роки Громадянської війни в Росії
- 20 лютого — Удовиченко Олександр Іванович, український військовий і громадський діяч, генерал Армії УНР, віце-президент УНР в екзилі (1954—1961).
- 27 лютого — Нестеров Петро Миколайович, російський військовий льотчик
- 28 лютого — Борткевич Сергій Едуардович, український композитор та піаніст.
- 26 квітня — Кавалерідзе Іван Петрович, український скульптор, драматург, кінорежисер
- 16 травня — Ігор Сєверянин, російський поет
- 24 травня — Мік (Едвард) Меннок, англійський льотчик-ас, герой 1-ї Світової війни
- 31 травня — Сен-Жон Перс, французький поет
- 7 червня — Ковпак Сидір Артемович, керівник партизанських загонів в Україні
- 7 липня — Марк Шагал, французький художник, графік
- 22 липня — Густав Людвіг Герц, німецький фізик, лауреат Нобелівської премії з фізики 1925 року
- 18 липня — Відкун Квіслінг, норвезький воєнний і політичний діяч
- 12 серпня — Ервін Шредінгер, австрійський фізик-теоретик, один з основоположників квантової механіки
- 15 серпня — Пол Віллард Меррілл (1887—1961) — американський астроном
- 13 вересня — Леопольд Ружичка, швейцарський фізик і радіохімік хорватського походження, лауреат Нобелівської премії 1939 року (спільно з Адольфом Бутенандтом)
- 11 жовтня — Мирослав Січинський, український громадський діяч, історик, журналіст
- 24 листопада — Еріх Фон Манштейн, німецький воєначальник часів Третього Рейху, генерал-фельдмаршал Вермахту

## Померли
Дивись також Категорія:Померли 1887
- 17 жовтня — Густав Роберт Кірхгоф, німецький фізик